# BARC Aintree 200
BARC Aintree 200 je bila neprvenstvena dirka Formule 1, ki je med letoma 1956 in 1964 potekala na britanskem dirkališču Aintree. Med dirkači sta najuspešnejša Stirling Moss in Jack Brabham s po dvema zmagama, med moštvi pa Cooper prav tako z dvema zmagama.

## Zmagovalci
| Leto | Zmagovalec    | Moštvo   | Dirkališče | Poročilo |
| ---- | ------------- | -------- | ---------- | -------- |
| 1964 | Jack Brabham  | Brabham  | Aintree    | Poročilo |
| 1963 | Graham Hill   | BRM      | Aintree    | Poročilo |
| 1962 | Jim Clark     | Lotus    | Aintree    | Poročilo |
| 1961 | Jack Brabham  | Cooper   | Aintree    | Poročilo |
| 1959 | Jean Behra    | Ferrari  | Aintree    | Poročilo |
| 1958 | Stirling Moss | Cooper   | Aintree    | Poročilo |
| 1956 | Stirling Moss | Maserati | Aintree    | Poročilo |